# Delle
Delle là một xã trong vùng hành chính Franche-Comté, thuộc tỉnh Territoire de Belfort, quận Belfort, tổng Delle, Pháp. Tọa độ địa lý của xã là 47° 30' vĩ độ bắc, 6° 59' kinh độ đông. Delle nằm trên độ cao trung bình là 398 mét trên mực nước biển, có điểm thấp nhất là 353 m mét và điểm cao nhất là 443 m mét. Xã có diện tích 9,2 km², dân số vào thời điểm 2004 là 6.246 người; mật độ dân số là 760 người/km².

## Nhân vật nổi tiếng
- Barthélemy-Louis-Joseph Schérer, tướng, bộ trưởng Bộ Chiến tranh (1747-1804)
- Jacques Santini, vận động viên bóng đá, huấn luyện viên (* 1952)
- Maurice Feltin, tổng giám mục (1883-1975)

 ==Tham khảo==